# Долгоруков, Лука Фёдорович
Князь Лука Фёдорович Долгоруков († 1710) — стольник и воевода во времена правления Фёдора Алексеевича, Алексея Михайловича, правительницы Софьи, Ивана V и Петра I.
Второй из четырёх сыновей окольничего князя Фёдора Фёдоровича Долгорукого. Рюрикович в XXIV колене, из княжеского рода Долгоруковы
Братья: Я. Ф. Долгоруков, Г. Ф. Долгоруков, и Б.Ф. Долгоруков.

## Биография
Жилец (1668-1671). Пожалован в стольники (1671-1692). Сопровождал Государя при поездке из Москвы (03 сентября 1679). Назначен воеводой в Казанский разряд (17 сентября 1680).
Стольник, подписался под соборным постановлением об отмене местничества (12 января 1682). На свадьбе царя Фёдора Алексеевича с Марфой Матвеевной Апраксиной, смотрел в большой стол (15 февраля 1682). Рында в белом платье при приёме шведского посла (11 марта 1683). Участвовал в Троицком походе (1683). Ездил за Государём в его летних поездках (1684). Государи указали за вину написать его с городом, по Рузе, а поместья и вотчины отписать на государей (11 февраля 1686). Указано сопровождать в поездках царя Ивана V Алексеевича (1689).
На воеводстве в Киеве (1691-1693), откуда переведён в Астрахань (25 декабря 1693). Воевода  в Севске (1696-1697), указано идти с ратными людьми по Белгородской черте для бережения от прихода неприятеля.
Помощник у брата Якова в походе к Очакову (1698). Один из полководцев в битве при Нарве. Находился с полком под Кизыкерменом и с плавной ратью в походе к Очакову (1699).
Судья Казённого приказа (1703-1708).
Владел поместьями в Костромском и Козельском уездах.
Умер († 1710), после того, как по приказу Петра I выпил 3 литра водки.

## Семья
Женат трижды:
1. Анна Ивановна урождённая Желябужская — дочь думного дворянина Ивана Афанасьевича Желябужского. В приданое даны вотчины в Костромском и Московском уездах.
2. Афимья Васильевна урождённая Философова — жена (с 1682), в приданое дано поместье в Кинешемском уезде.
3. Ирина Михайловна урождённая Римская-Корсакова — в первом замужестве Нечаева, в третьем княжна Прозоровская.

Дети:
- князь Василий Лукич  († 1739) — посол ряда европейских стран, губернатор в Сибири, казнён.
- князь Александр Лукич († 1724) — полковник Тверского драгунского полка.
- княжна Анна Лукинишна — жена ближнего стольника Ивана Тихоновича Стрешнева.
- княжна Елена Лукинишна — жила в Москве (май 1730).